# British Film Institute
Das British Film Institute (BFI) ist eine gemeinnützige nationale britische Organisation, die 1933 durch Royal Charter gegründet wurde. Das BFI wurde zunächst als eine private Gesellschaft gegründet. Das Filmarchiv des British Film Institute, das National Film and Television Archive, befindet sich im südenglischen Berkhamsted.

## Ziele
Ziel der Gründung war „die Fortentwicklung der filmischen Kunst einschließlich TV im Vereinigten Königreich zu betreiben und zu fördern, ihren Gebrauch als Dokumentationsmedium der Alltagskultur und der Festtagssitten zu ermöglichen, die Kenntnisse und Fertigkeiten im Umgang mit Kino, Fernsehen und Videokameras zu unterstützen, die Medienwirkungen auf die Gesellschaft zu untersuchen, den Zugang zum größtmöglichen Umfang an Produktionen des britischen und des weltweiten Filmschaffens zu ermöglichen und per Archivierung und Bearbeitung der Wertschätzung des Publikums zu dienen, sammelnd die gesamte Filmerzeugung des Landes [= analog der Nationalbibliothek] als nationales britisches Erbe zu erfassen und zu erhalten.“

## Struktur und Finanzierung
Aufsichtsbehörde des BFI war bis 2011 das UK Film Council. Seit April 2011 untersteht das BFI direkt dem Ministerium für Kultur, Medien und Sport (DCMS) und übernimmt den größten Teil der vorherigen Aufgaben des UK Film Council.
Das BFI stützt sich finanziell auf drei Einkommensquellen. Deren größte ist das öffentliche Geld aus dem Ministerium für Kultur, Medien und Sport. 2003 belief sich dieser Posten auf ca. 15 Millionen Pfund Sterling. Der zweite Bereich sind die Einnahmen aus dem BFI Southbank (ehemals National Film Theatre) und dem IMAX, die sich 2003 auf ca. 10 Millionen Pfund Sterling beliefen. Schließlich drittens Spendenaufkommen von etwa 5 Millionen Pfund Sterling, die aus diversen Quellen stammten, vor allem dem der National Lottery. J. Paul Getty spendete gemäß seinem Testament bei seinem Ableben 2002 ca. 1 Million Pfund Sterling.

## BFI Top 100 britischer Filme / Fernsehsendungen
1999 veröffentlichte das BFI eine Liste mit den 100 besten britischen Filmen des 20. Jahrhunderts. Im Jahr 2000 veröffentlichte es ebenfalls eine BFI TV 100, eine Liste der besten britischen Fernsehsendungen.
1. Der dritte Mann (1949)
2. Begegnung (1945)
3. Lawrence von Arabien (1962)
4. Die 39 Stufen (1935)
5. Geheimnisvolle Erbschaft (1946)
6. Adel verpflichtet (1949)
7. Kes (1969)
8. Wenn die Gondeln Trauer tragen (1973)
9. Die roten Schuhe (1948)
10. Trainspotting – Neue Helden (1996)
11. Die Brücke am Kwai (1957)
12. If… (1968)
13. Ladykillers (1955)
14. Samstagnacht bis Sonntagmorgen (1960)
15. Brighton Rock (1947)
16. Jack rechnet ab (1971)
17. Das Glück kam über Nacht (1951)
18. Heinrich V. (1944)
19. Die Stunde des Siegers (1981)
20. Irrtum im Jenseits (1946)
21. Rififi am Karfreitag (1980)
22. Der Diener (1963)
23. Vier Hochzeiten und ein Todesfall (1994)
24. Freut euch des Lebens (1949)
25. Ganz oder gar nicht (1997)
26. The Crying Game (1992)
27. Doktor Schiwago (1965) (US-amerikanische Produktion)
28. Das Leben des Brian  (1979)
29. Withnail & I (1987)
30. Gregory’s Girl (1980)
31. Zulu (1964)
32. Der Weg nach oben (1958)
33. Der Verführer läßt schön grüßen (1966)
34. Gandhi (1982)
35. Eine Dame verschwindet (1938)
36. Charlie staubt Millionen ab (1969)
37. Local Hero (1983)
38. The Commitments (1991)
39. Ein Fisch namens Wanda (1988)
40. Lügen und Geheimnisse (1996)
41. James Bond – 007 jagt Dr. No (1962)
42. King George – Ein Königreich für mehr Verstand (1994)
43. Ein Mann zu jeder Jahreszeit (1966)
44. Die schwarze Narzisse (1947)
45. Leben und Sterben des Colonel Blimp (1943)
46. Oliver Twist (1948)
47. Junger Mann aus gutem Hause (1959)
48. Performance (1970)
49. Shakespeare in Love (1998)
50. Mein wunderbarer Waschsalon (1985)
51. Tom Jones – Zwischen Bett und Galgen (1963)
52. Lockender Lorbeer (1963)
53. Mein linker Fuß (1989)
54. Brazil (1985)
55. Der englische Patient (1996) (US-amerikanische Produktion)
56. Bitterer Honig (1961)
57. Der Mittler (1971)
58. Der Mann im weißen Anzug (1951)
59. Ipcress – streng geheim (1965)
60. Blow Up (1966)
61. Die Einsamkeit des Langstreckenläufers (1962)
62. Sinn und Sinnlichkeit (1995)
63. Blockade in London (1949)
64. Was vom Tage übrig blieb (1993)
65. Sunday, Bloody Sunday (1971)
66. Jeden Morgen hält derselbe Zug (1970)
67. Mona Lisa (1986)
68. Mai 1943 – Die Zerstörung der Talsperren (1955)
69. Hamlet (1948)
70. James Bond 007 – Goldfinger (1964) (britisch-amerikanische Gemeinschaftsproduktion)
71. Elizabeth (1998)
72. Auf Wiedersehen, Mr. Chips (1939)
73. Zimmer mit Aussicht (1985)
74. Der Schakal (1973)
75. Der große Atlantik (1952)
76. Geliebter Spinner (1963)
77. Oliver (1968)
78. Augen der Angst (1960)
79. Die Herrin von Thornhill (1967)
80. Der Kontrakt des Zeichners (1982)
81. Uhrwerk Orange (1971)
82. Entfernte Stimmen – Stilleben (1988)
83. Darling (1965)
84. Rita will es endlich wissen (1983)
85. Brassed Off – Mit Pauken und Trompeten (1996)
86. Die feurige Isabella (1953)
87. Liebende Frauen (1969)
88. Yeah! Yeah! Yeah! (1964)
89. Fires Were Started (1943)
90. Hope and Glory (1987)
91. Mein Name ist Joe (1998)
92. In Which We Serve (1942)
93. Caravaggio (1986)
94. Die Schönen von St. Trinians (1954)
95. Life is Sweet (1990)
96. The Wicker Man (1973)
97. Nil by Mouth (1997)
98. Small Faces (1995)
99. Alles unter Kontrolle – keiner blickt durch (1968)
100. The Killing Fields – Schreiendes Land (1984)

## Liste der 100 Besten Filme aller Zeiten
Alle 10 Jahre wird von der vom BFI herausgegebenen Zeitschrift Sight & Sound eine Liste der 100 besten Filme aller Zeiten veröffentlicht.
Auszug aus der Liste aus dem Jahr 2012
1. Vertigo – Aus dem Reich der Toten (1958)
2. Citizen Kane (1941)
3. Die Reise nach Tokyo (1953)
4. Die Spielregel (1939)
5. Sonnenaufgang – Lied von zwei Menschen (1927)
6. 2001: Odyssee im Weltraum (1968)
7. Der Schwarze Falke (1956)
8. Der Mann mit der Kamera (1929)
9. Die Passion der Jungfrau von Orléans (1928)
10. Achteinhalb (1963)

Auszug aus der Liste aus dem Jahr 2022
1. Jeanne Dielman (1975)
2. Vertigo – Aus dem Reich der Toten (1958)
3. Citizen Kane (1941)
4. Die Reise nach Tokyo (1953)
5. In the Mood for Love (2000)
6. 2001: Odyssee im Weltraum (1968)
7. Der Fremdenlegionär (1998)
8. Mulholland Drive (2001)
9. Der Mann mit der Kamera (1929)
10. Du sollst mein Glücksstern sein (1951)